# Jacques Dessemme
Jacques Dessemme (Bellegarde-sur-Valserine, Francia, 16 de septiembre de 1925-23 de marzo de 2019) fue un baloncestista francés. Consiguió tres medallas en competiciones internacionales con Francia.